# Le Fauteuil 47
Pour les articles homonymes, voir Le Fauteuil 47 (homonymie).
Pour plus de détails, voir Fiche technique et Distribution.
Le Fauteuil 47 est un film français réalisé par Fernand Rivers, sorti en 1937.

## Synopsis
Paul Séverac (Henri Garat) rend visite à sa jeune sœur dans son pensionnat ; il y croise Loulou (Denise Bosc), une amie de celle-ci qui semble sensible à son charme. Mais lui est très amoureux d'une célèbre actrice, Gilberte Boulanger (Françoise Rosay), qu'il va applaudir chaque soir au théâtre ; il ignore qu’elle est la mère de Loulou. L'actrice a remarqué cet admirateur qui occupe chaque soir le fauteuil 47 et, lorsqu’elle quitte son amant, elle demande au régisseur de faire venir « le fauteuil 47 » dans sa loge. Mais le régisseur revient avec le baron Lebray (André Lefaur), qui s'est assis momentanément à la place occupée habituellement par Paul. D'abord désappointée, Gilberte se laisse charmer par la conversation (et aussi par la situation financière) du baron.
Trois mois plus tard, le baron est devenu l'amant de Gilberte, dont la fille Loulou quitte le pensionnat. Grâce à un ami commun, Paul réussit à être présenté à l'actrice dont il est toujours amoureux. Mais un quiproquo s'installe et Gilberte croit qu'il est venu lui demander la main de Loulou, ce qu'elle accepte. Paul et Loulou se marient mais quelque temps après, le désaccord s’installe entre les jeunes époux qui, par dépit, se menacent mutuellement de prendre un amant et une maîtresse. Aidée par le baron, Gilberte réussit à rétablir l'entente dans le jeune couple. Juste Auguste Theillard (Raimu), un brave professeur de gymnastique (père de Loulou et mari de Gilberte, dont il est séparé depuis longtemps) essaie aussi d'intervenir maladroitement pour arranger les choses, malgré sa femme et le baron qui lui recommandent de « ne rien faire ».

## Fiche technique
- Titre : Le Fauteuil 47
- Réalisation : Fernand Rivers
- Scénario : Louis Verneuil d'après sa pièce de théâtre éponyme créée le 6 octobre 1923 au Théâtre Antoine, à Paris.
- Musique : Vincent Scotto
- Directeur de production : Fernand Rivers
- Société de production : Les Films Fernand Rivers
- Pays d'origine : France
- Format : Son mono  - Noir et blanc - 35 mm  - 1,37:1
- Genre : Comédie dramatique[1]
- Durée : 93 minutes[1]
- Date de sortie : 1937

## Distribution
- Raimu : Juste Auguste Theillard
- Françoise Rosay : Gilberte Boulanger
- Henri Garat : Paul Séverac
- André Lefaur : le baron Edouard Lebray
- Jeanne Helbling : Mme Argueil
- Denise Bosc : Loulou
- Rivers Cadet : Pivert, le régisseur
- Marcelle Yrven : Sidonie Theillard
- Nina Myral : Arsinoé, l'habilleuse
- Robert Seller : Francis, le valet
- Henry Trévoux : Trémois
- Vincent Scotto : lui-même
- Marcel Vidal : Max Varigny
- J.-P. Cousin : d'Aubigny

## Autour du film
L'acteur Rivers Cadet (qui joue le rôle du régisseur) est le frère du réalisateur du film, Fernand Rivers.

## Commentaire sur le film
« Le Fauteuil 47 appartient à cette catégorie sans prétention. Auprès de Françoise Rosay et d'André Lefaur, savoureux à souhait, Raimu y est, pour rire,... professeur de gymnastique... voilà qui ne manque pas de piquant pour un acteur qui a l'habitude, dit-on, de se prendre au sérieux ! »

— Christian Gilles, Les écrans nostalgiques du cinéma français, L'Harmattan